# Simulium rutherfoordi
Simulium rutherfoordi är en tvåvingeart som beskrevs av Meillon 1937. Simulium rutherfoordi ingår i släktet Simulium och familjen knott. Inga underarter finns listade i Catalogue of Life.